# Cesare Capitani
Pour les articles homonymes, voir Capitani.
 Cesare Capitani  né le 22 novembre 1965 à Milan  est un comédien, auteur et metteur en scène italien qui vit à Paris.

## Biographie
Cesare Capitani est diplômé de l’École du Piccolo Teatro.
En 1998, il écrit Rhapsodie, pièce théâtrale primée au concours Vallecorsi de Pistoia . La même année, il vient à Paris et décide de s’y installer.
Il met en scène La Traversée de la nuit de G. de Gaulle-Anthonioz et Pinocchio qu’il adapte du conte de Carlo Collodi. Il est l’auteur et l’interprète principal de Moi, Caravage, adapté du roman La Course à l’Abîme de Dominique Fernandez. La pièce est jouée plus de cinq cents fois en France, puis en Italie et dans les deux langues,. En 2015, il écrit  L'Autre Galilée dans laquelle il interprète Galileo Galilei.
Il est l'auteur d'un livre sur Galilée et un autre sur Caravage, ce dernier ayant été traduit en italien sous le titre Io, Caravaggio.

## Théâtre
- 1998 : Rhapsodie
- 2010 : Moi, Caravage
- 2015 : L'Autre Galilée
- 2016 : Promenade... in Italia[7]
- 2018 : Médinitalì[8]

## Cinéma et télévision
- 1993 : Caccia alle mosche  : Luca
- 1995 : Servo d'amore
- 2011 : Joséphine, ange gardien : le père de Matéo
- 2019 : I topi
- 2020 : I topi saison 2[9]
- 2022 : Corro da te de Riccardo Milani

## Œuvres
- 2012 : Galilée, le combat pour une pensée libre, Editions TriArtis, collection Scènes Intempestives,  (ISBN 978-2-916724-40-9), adaptation des lettres de Galilée
- 2015 : L'autre Galilée, Editions TriArtis, collection Sur la Scène,  (ISBN 2916724664), pièce de théâtre
- 2017 : Moi Caravage, Editions TriArtis, collection Sur la Scène,  (ISBN 978-2-916724-83-6), pièce de théâtre
- 2017 : Io, Caravaggio, Editions TriArtis, collection Sur la Scène,  (ISBN 978-2-916724-82-9), traduction en italien de Moi, Caravage
- 2020 : Echardes Editions L'Harmattan[10]